# Контент-анализ
Контент-ана́лиз (от англ. contents — содержание, содержимое) или ана́лиз содержа́ния — стандартный метод исследования в области общественных наук, предметом анализа которого является содержание текстовых массивов и продуктов коммуникативной корреспонденции.
В отечественной исследовательской традиции контент-анализ определяется как количественный анализ текстов и текстовых массивов с целью последующей содержательной интерпретации выявленных числовых закономерностей. Контент-анализ применяется при изучении источников, инвариантных по структуре или существу содержания, но внешне бытующих как несистематизированный, беспорядочно организованный текстовый материал. Философский смысл контент-анализа как исследовательского метода состоит в восхождении от многообразия текстового материала к абстрактной модели содержания текста (понятийно-категориальный аппарат, двусмыслия, коллизии, парадоксы). В указанном смысле, контент-анализ является одной из номотетических исследовательских процедур, используемых в сфере применения идиографических методов.
Выделяют два основных типа контент-анализа: количественный и качественный.

## История метода
Методика контент-анализа нашла широкое применение в информационную эпоху, однако история метода не ограничивается эрой автоматической обработки текста. Так первые примеры использования контент-анализа датированы XVIII веком, когда в Швеции частота появления в тексте книги определённых тем служила критерием её еретичности. Однако всерьёз говорить о применении контент-анализа как полноценной методики можно лишь начиная с 30-х годов XX века в США. Термин content analysis впервые начали применять в конце XIX — нач. XX вв. американские журналисты Б. Мэттью, А. Тенни, Д. Спиид, Д. Уипкинс. У истоков становления методологии контент-анализа стоял также французский журналист Ж. Кайзер.
Использовался контент-анализ преимущественно в социологических исследованиях, в том числе при изучении рекламных и пропагандистских материалов.
В сфере политических исследований начало использованию методики контент-анализа положил Г. Лассуэл, который занялся анализом пропагандистских материалов периода Второй мировой войны. В 1960-е годы, во время так называемого «методологического взрыва» исследования с применением методики контент-анализа особенно активизировались. Это способствовало развитию методики, разнообразило её варианты. Именно в этот период начинается активное использование компьютерной техники в исследованиях.

## Сфера применения
Круг дисциплин, в которых применяется контент-анализ, довольно широк. Помимо социологии и политологии данная методика находит применение в антропологии, управлении персоналом, психологии, литературоведении, истории, истории философии. Оле Холсти приводит следующее распределение исследований в области контент-анализа по наукам: социология, антропология — 27,7 %, теория коммуникации — 25,9 %, политическая наука — 21,5 %. Следует также отметить применение контент-анализа в области исторических исследований и связей с общественностью.
С помощью контент-анализа можно анализировать такие различные типы текстов, как сообщения СМИ, заявления политических деятелей, программы партий, правовые акты, рекламные и пропагандистские материалы, исторические источники, литературные произведения.

## Этапы применения контент-анализа
Необходимым условием применения методики анализа содержания является наличие материального носителя информации. Во всех случаях, когда существует или может быть воссоздан такой носитель, допустимо использование методики контент-анализа.

### Первый этап
Определение совокупности изучаемых источников или сообщений с помощью набора заданных критериев, которым должно отвечать каждое сообщение:
- заданный тип источника (пресса, телевидение, радио, рекламные или пропагандистские материалы);
- один тип сообщений (статьи, заметки, плакаты);
- заданные стороны, участвующие в процессе коммуникации (отправитель, получатель (реципиент);
- сопоставимый размер сообщений (минимальный объём или длина);
- частота появления сообщений;
- способ распространения сообщений;
- место распространения сообщений;
- время появления сообщений.

При необходимости можно использовать и другие критерии, однако перечисленные выше встречаются чаще всего.

### Второй этап
Формирование выборочной совокупности сообщений. В некоторых случаях можно изучать всю определённую на первом этапе совокупность источников, поскольку подлежащие анализу случаи (сообщения) часто ограничены по числу и хорошо доступны. Однако иногда контент-анализ должен опираться на ограниченную выборку, взятую из большего массива информации.

### Третий этап
Выявление единиц анализа. Ими могут быть слова или темы. Правильный выбор единиц анализа — важная составляющая всей работы. Простейшим элементом сообщения является слово. Тема — это другая единица, представляющая собой отдельное высказывание о каком-либо предмете. Существуют достаточно чёткие требования к выбору возможной единицы анализа:
- она должна быть достаточно большой, чтобы выражать значение;
- она должна быть достаточно малой, чтобы не выражать много значений;
- она должна легко идентифицироваться;
- число единиц должно быть настолько велико, чтобы из них можно было делать выборку[1].

Если в качестве единицы анализа избирается тема, то она также выделяется в соответствии с некоторыми правилами:
- Тема не может выходить за пределы абзаца.
- Новая тема возникает, если происходит смена:
  - воспринимающего,
  - действующего,
  - цели,
  - категории[1].

Существуют также и специальные методики контент-анализа, адаптированные к нуждам исторических и историко-философских исследований.

### Четвёртый этап
Выделение единиц счёта, которые могут совпадать со смысловыми единицами или носить специфический характер. В первом случае процедура анализа сводится к подсчёту частоты упоминания выделенной смысловой единицы, во втором исследователь на основе анализируемого материала и целей исследования сам выдвигает единицы счёта, которыми могут быть:
- физическая протяженность текстов;
- площадь текста, заполненная смысловыми единицами;
- число строк (абзацев, знаков, колонок текста);
- длительность трансляции по радио или ТВ;
- метраж плёнки при аудио- и видеозаписях,
- количество рисунков с определённым содержанием, сюжетом и проч.[2].

В некоторых случаях исследователи используют и другие элементы счёта. Принципиальное значение на этом этапе контент-анализа имеет строгое дефинирование его операторов.

### Пятый этап
Непосредственно процедура подсчёта. Она в общем виде сходна со стандартными приёмами классификации по выделенным группировкам. Применяется составление специальных таблиц, использование компьютерных программ, специальных формул, статистических расчётов.
Обычно составляются таблицы вида:
| Единицы анализа | Единицы анализа | Единицы счёта                      | Единицы счёта                       |
| --------------- | --------------- | ---------------------------------- | ----------------------------------- |
| Категории       | Подкатегории    | Частота упоминания абсолютная, раз | Частота упоминания относительная, % |
| 1 Категория     | 01 подкатегория | 15                                 | 32                                  |
| 1 Категория     | 02 подкатегория | 7                                  | 15                                  |
| 1 Категория     | 03 подкатегория | 25                                 | 53                                  |
| Итого:          | Итого:          | 47                                 | 100                                 |

### Шестой этап
Интерпретация полученных результатов в соответствии с целями и задачами конкретного исследования. Обычно на этом этапе выявляются и оцениваются такие характеристики текстового материала, которые позволяют делать заключения о том, что хотел подчеркнуть или скрыть его автор. Возможно выявление процента распространенности в обществе субъективных смыслов объекта или явления.

## Количественный контент-анализ
Количественный контент-анализ (также именуется содержательным) основывается на исследовании слов, тем и сообщений, сосредоточивая внимание исследователя на содержании сообщения. Таким образом, собираясь подвергнуть анализу выбранные элементы, нужно уметь предвидеть их смысл и определять каждый возможный результат наблюдения в соответствии с ожиданиями исследователя.
На деле это означает, что в качестве первого шага при проведении контент-анализа этого типа исследователь должен создать своего рода словарь, в котором каждое наблюдение получит определение и будет отнесено к соответствующему классу.
Проблема состоит в том, что исследователь должен предвидеть не только упоминания, которые могут встретиться, но и элементы их контекстуального употребления, а для этого должна быть разработана детальная система правил оценки каждого случая употребления. Эта задача обычно решается посредством пилотажа подлежащей анализу совокупности сообщений (то есть с помощью выявления на материале небольшой выборки сообщений тех типов ключевых упоминаний, которые с наибольшей вероятностью могут встретиться в последующем, более полном анализе) в сочетании с арбитражными оценками контекстов и способов употребления терминов. Предпочтительнее иметь дело с наблюдениями не одного, а нескольких исследователей.
Более трудной является задача, заключающаяся в необходимости приписывания ключевым упоминаниям конкретных оценок, — когда мы должны решить, приводится ли данное упоминание в позитивном или негативном смысле, «за» или «против» интересующего нас объекта и т. д., а также когда нам надо ранжировать ряд упоминаний соответственно силе их оценок (то есть в соответствии с тем, какое из них самое положительное, какое следующее за ним по положительности и т. д.). При этом исследователь нуждается в показателях достаточно тонких, которыми можно было бы измерять не только настроения политических субъектов, но и силу этих настроений. Особенно трудным выполнение этой задачи является в исторических, историко-философских и психологических исследованиях, поскольку предполагает высокий уровень гуманитарной подготовки специалистов, использующих методику контент-анализа. Существует множество методов, облегчающих принятие такого решения. В некоторых случаях они опираются на суждения группы арбитров (экспертов) о значении или силе (интенсивности) некоторого термина. В качестве примера таких приемов можно привести метод Q-сортировки и шкалирование методом парного сравнения. На рубеже XX—XXI вв. специалисты по применению математических методов в исторических исследованиях много внимания уделяли разработке специальных компьютерных экспертных систем (в рамках идеологии Искусственного интеллекта).

### Метод Q-сортировки
При Q-сортировке используется шкала жесткого распределения из девяти пунктов: пункт 1 соответствует минимальной степени интенсивности измеряемого признака (например, наименьшей степени одобрения), а пункт 9 — максимальной степени интенсивности (например, наивысшей степени одобрения). Цель здесь состоит в том, чтобы просто ранжировать (упорядочить) все суждения вдоль единой оценочной оси. Арбитру дается определённая жесткая квота на каждую категорию шкалы (то есть ожидаемое число слов или фраз, которые должны быть им отнесены к данной категории), а затем ему предлагается распределить заданный набор терминов так, чтобы установленные квоты не нарушались. Квоты основаны на предположении (не обязательно верном), что колебания в интенсивности слов и фраз должны укладываться в рамки нормального распределения (когда изучаемые случаи максимально сосредоточены в средней части шкалы, а по мере продвижения к её полюсам их число равномерно убывает). Арбитры, таким образом, вынуждены давать относительные оценки конкретным словам и фразам (случаям), относя их к определённым категориям шкалы.
После того как арбитры завершили свою работу, вычисляется средняя арифметическая оценка шкалы для каждого случая, а затем полученные средние оценки соответствующим образом ранжируются. Далее результаты этого ранжирования случаев по интенсивности используются для приписывания анализируемым текстам кодов, обусловленных встречаемостью в них слов или тем, получивших нашу оценку. Произвольность оценки одного исследователя компенсируется, таким образом, наличием других мнений.

### Шкалирование методом парного сравнения
Шкалирование методом парного сравнения имеет те же цели, что и предыдущий метод, но техника его несколько иная. Каждый случай, подлежащий оценке, последовательно сравнивается попарно со всеми другими случаями, при этом каждый арбитр должен решить, какое из слов (или фраз) в каждой паре «сильнее» (или интенсивнее) другого. Так, если надо сравнить пять утверждений (случаев), то каждый арбитр будет последовательно сравнивать сначала 1-е из них со 2-м, с 3-м, 4-м, 5-м, потом 2-е с 3-м, 4-м, 5-м и т. д., всякий раз при этом отмечая, какое из двух более интенсивно. Подсчитав, сколько раз каждый случай оказался в оценке всех арбитров «сильнее» других, и разделив полученное число на число арбитров (то есть вычислив среднюю оценку, вынесенную группой арбитров каждому утверждению), мы получаем возможность осуществить количественное ранжирование всех случаев по степени их интенсивности. Чем выше средняя оценка некоторого утверждения, тем оно, по мнению арбитров, «сильнее».
Однако, с методами Q-сортировки и парного сравнения связаны по меньшей мере две сложности. Во-первых, в обоих этих случаях исследователь полагается полностью на решения арбитров, критерии оценки которых могут быть, а могут и не быть правомерными и/или состоятельными. В экспертизе такого рода стандарты не всегда ясны или, во всяком случае, не всегда ясно определены, и вследствие этого сами оценки носят дискуссионный характер. Встречаются случаи, когда один и тот же арбитр выставляет различные оценки одному и тому же утверждению в серии идентичных испытаний. Кроме того, отбор арбитров в высшей степени произволен. Следовательно, и надежность результатов, полученных при опоре на таких арбитров, весьма относительна. Поэтому данные процедуры следует использовать, делая скидку на «человеческий фактор».

## Качественный контент-анализ
Помимо слов, тем и других элементов, обозначающих содержательную сторону сообщений, существуют и иные единицы, позволяющие проводить качественный или, как он ещё называется, структурный контент-анализ. В этом случае исследователя интересует не столько что говорится, сколько как говорится.
Например, может ставиться задача выяснить, сколько времени или печатного пространства уделено интересующему предмету в том или ином источнике или сколько слов или газетных столбцов было уделено каждому из кандидатов во время определённой избирательной кампании.
С другой стороны, могут браться в расчет и другие, возможно, более тонкие вопросы, относящиеся к форме сообщения: сопровождается ли конкретное газетное сообщение фотографией или какой-либо иллюстрацией, каковы размеры заголовка данного газетного сообщения, напечатано ли оно на первой полосе или же помещено среди многочисленных рекламных сообщений. При ответе на подобные вопросы внимание исследователя фокусируется не на тонкостях содержания, а на способе презентации сообщения. Основным вопросом здесь является факт наличия или отсутствия материала по теме, степень его выделенности, его размеры, а не нюансы его содержания. В результате такого анализа чаще получаются куда более надежные измерения, чем в случае исследования, ориентированного на содержание (поскольку формальным показателям в меньшей степени присуща неоднозначность), но зато, как следствие, и куда менее значимые.
Измерения в параметрах, исследуемых в ходе качественного контент-анализа, поверхностно затрагивают само содержание каждого сообщения в отличие от детального и внимательного обследования, необходимого при количественном анализе. В результате качественный контент-анализ обычно более прост в разработке и проведении, а потому и более дешёв и надежен, чем содержательный контент-анализ. И хотя его результаты, возможно, удовлетворят в меньшей степени, ибо они дают скорее набросок, чем законченную картину сообщения, но при ответе на конкретный исследовательский вопрос они могут зачастую оказаться вполне адекватными.